# Herpestes palustris
La mangusta del Bengala (Herpestes palustris) è anche conosciuta come mangusta di palude, ma non va confusa con Atilax paludinosus, chiamata anch'essa mangusta di palude. Altri sinonimi con cui viene indicata sono mangusta di palude indiana e mangusta acquatica del Bengala.
Fino al 1965 è stata considerata una sottospecie della piccola mangusta asiatica.
Vive nelle paludi e negli acquitrini del Bengala Occidentale, in India.